# کیت بریگز (بازیکن فوتبال)
کیت بریگز (انگلیسی: Keith Briggs؛ زادهٔ ۱۱ دسامبر ۱۹۸۱) بازیکن فوتبال اهل بریتانیا است.
از باشگاه‌هایی که در آن بازی کرده‌است می‌توان به باشگاه فوتبال منزفیلد تاون، باشگاه فوتبال کرو آلکساندرا، باشگاه فوتبال استوک‌پورت کانتی، باشگاه فوتبال بارو، باشگاه فوتبال هالیفاکس تاون، باشگاه فوتبال استالی‌بریج سلتیک، باشگاه فوتبال کیدرمینستر هاریرس، باشگاه فوتبال نوریچ سیتی، باشگاه فوتبال فلیتوود، و باشگاه فوتبال شروزبری تاون اشاره کرد.